# Леонтій (візантійський імператор)
Леонтій (грец. Λεόντιος, офіційно носив ім'я Лев (грец. Λέων, Leōn; 660 — 15 лютого 706) — імператор Візантії з 695 по 698 роки.

## З біографії
Леонтій походив із ісаврійського роду і був командиром армії при Костянтині IV та Юстиніані II. Воював у Вірменії. Однак потрапив у немилість до Юстиніана через поразку у битві під Себастополісом, яка була спричинена зрадою слов'янських військ під проводом Небуло.
Юстиніан заточив його на три роки у в'язницю. Однак потім раптово милував і поставив командувачем Фемами. Леонтій тут же використав це положення для підняття повстання. Він захопив владу. Його коротке правління було заповнене гарячковою боротьбою проти зовнішніх ворогів. Від імперії відокремилась Лазіка. У 695 була втрачена арабам Північна Африка з Карфагеном. Якщо перше вторгнення арабів до латинської Африки вдалося відбити і відновити в провінції візантійську владу, то друге відбити не вдалося. Візантійський флот залишив Карфаген. Його командири, боячись імператорського гніву, вирішили повалити Леонтія. До влади прийшов Апсімар, який прийняв ім'я Тиберія III. Наступила облога Константинополя. У місті панувала епідемія чуми. Після зради, місто взяли війська Тиберія. За його наказом Леонтію відрізали ніс і ув'язнили в монастир. Після нового приходу до влади Юстиніана II у 705 році, Леонтій був страчений разом з Тиберієм ІІІ.